# Bierkowice (województwo dolnośląskie)

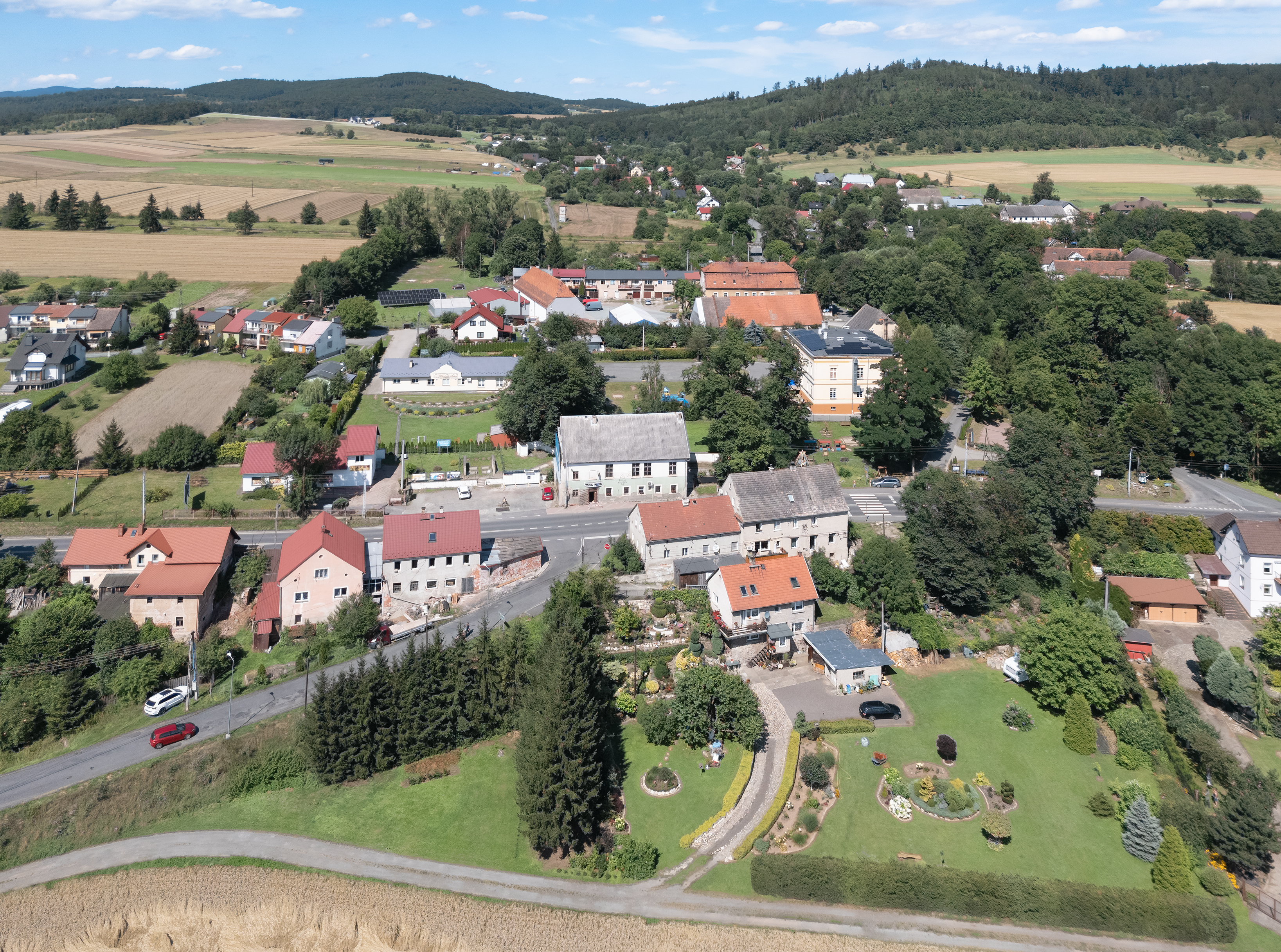
Centrum miejscowości

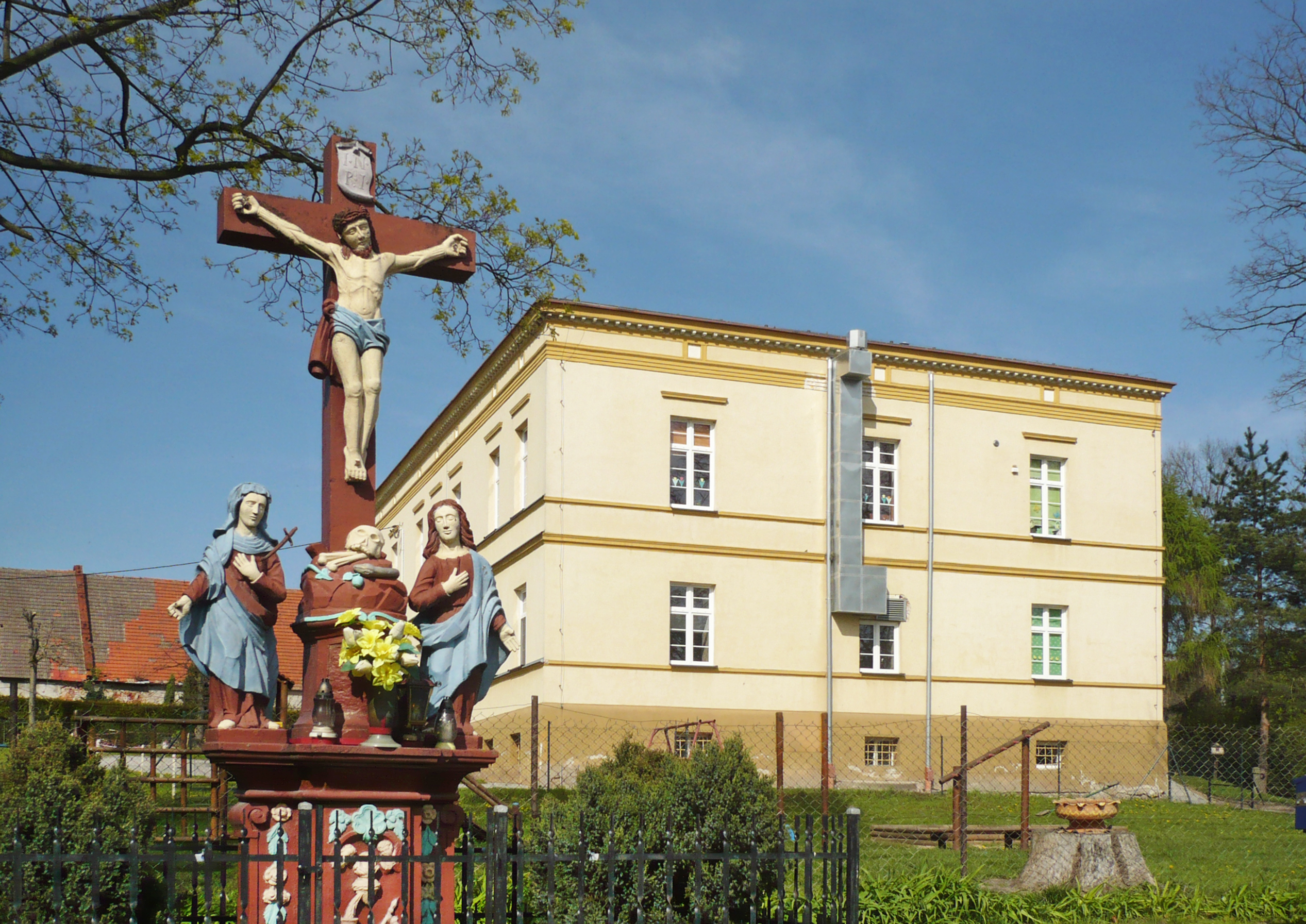
Dwór w Bierkowicach

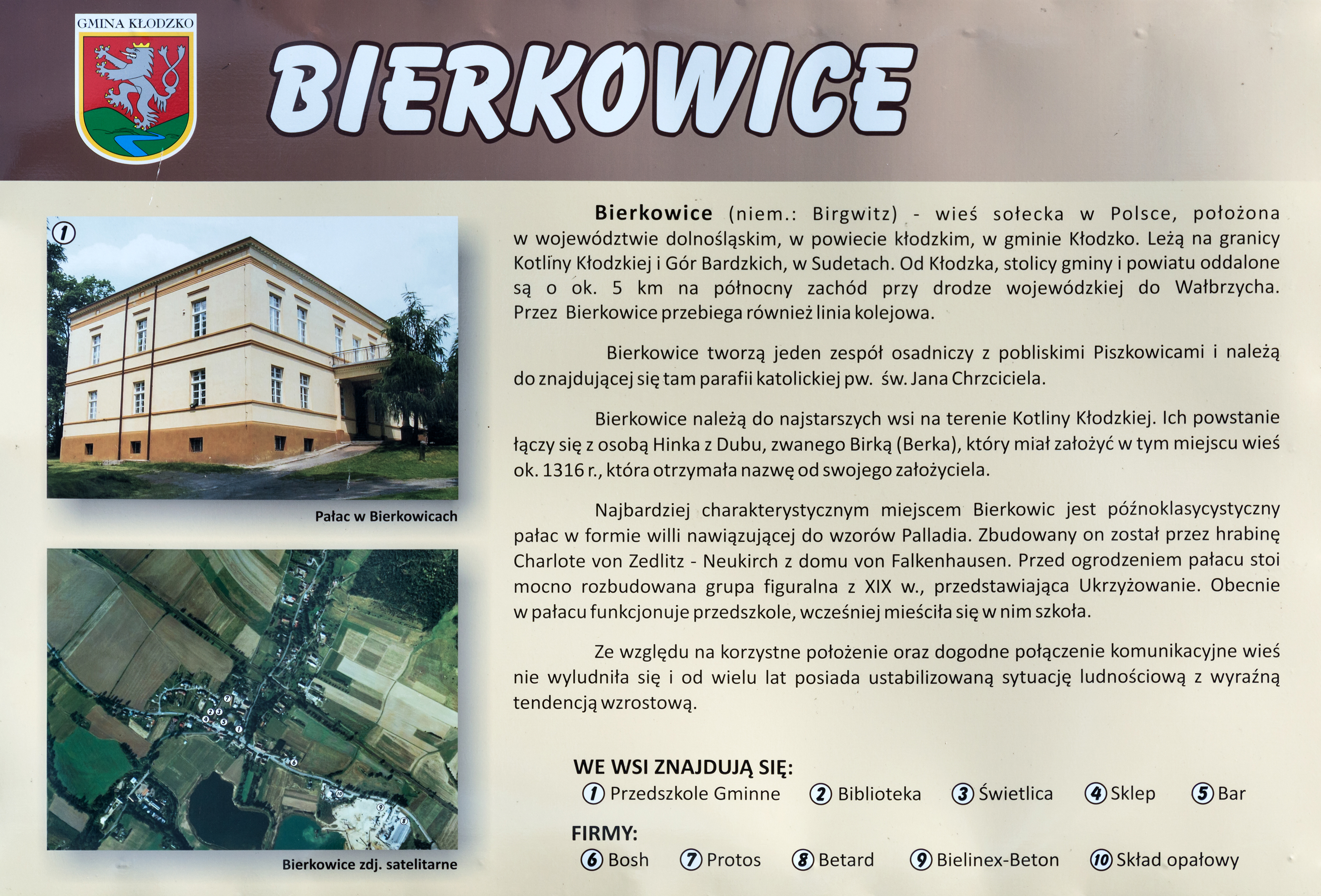
Tablica informacyjna wsi

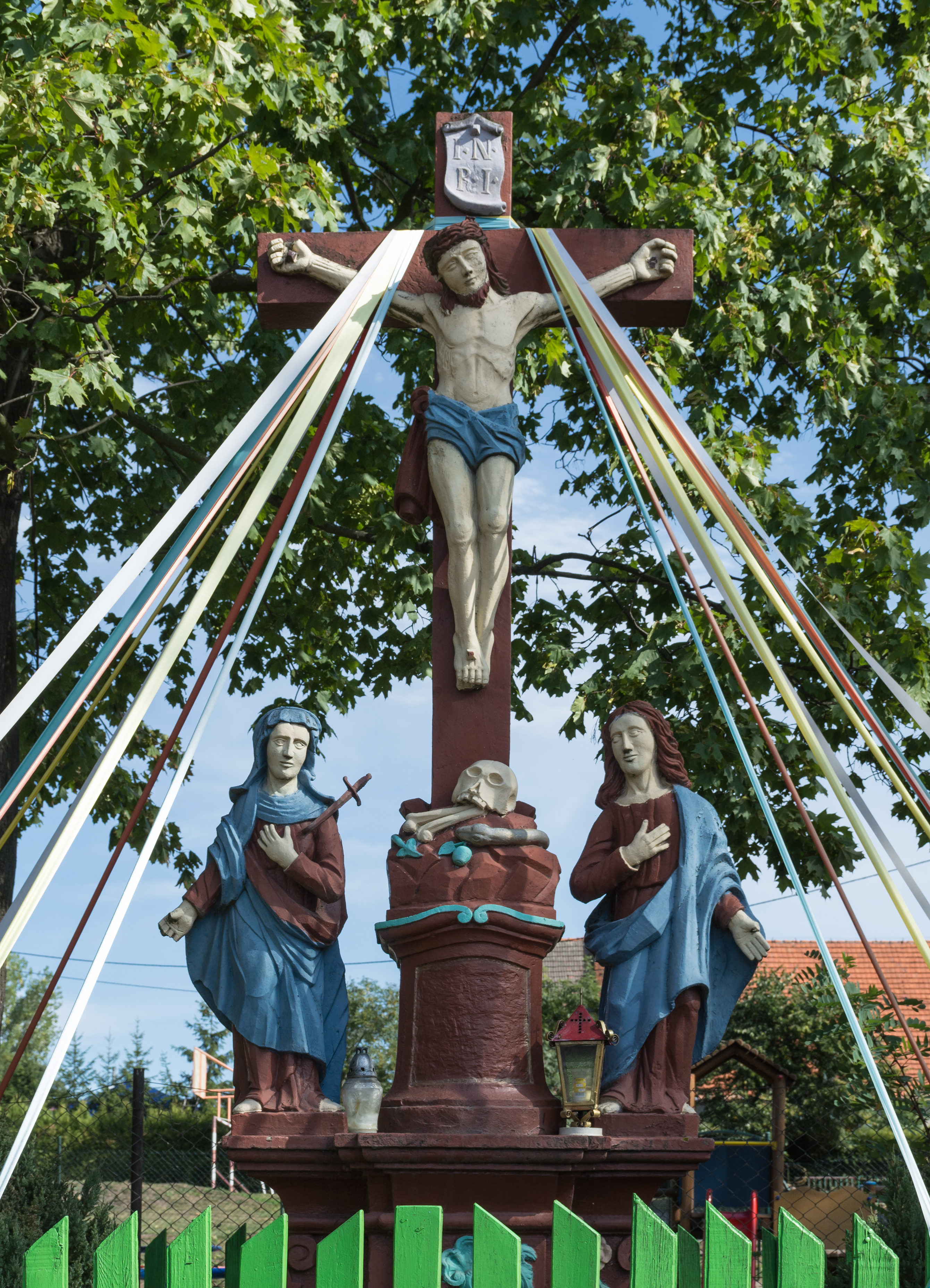
Grupa Ukrzyżowania w Bierkowicach

Bierkowice (niem. Birgwitz) – wieś sołecka w Polsce, położona w województwie dolnośląskim, w powiecie kłodzkim, w gminie Kłodzko.

## Geografia

### Położenie geograficzne
Bierkowice leżą na granicy Kotliny Kłodzkiej i Gór Bardzkich, w Sudetach, w południowo-zachodniej Polsce. Od Kłodzka, stolicy gminy i powiatu oddalone są o ok. 5 km na północny zachód. Na zachodzie graniczy z Gorzuchowem, na północy ze Święckiem i Łączną, na południu z Korytowem i Ruszowicami, a na wschodzie z Gołogłowami.
| Rodzaj               | Powierzchnia (ha) | %     |
| -------------------- | ----------------- | ----- |
| użytki rolne         | 260               | 68,8% |
| tereny zamieszkane   | 53                | 14,0% |
| lasy                 | 65                | 17,2% |
| Powierzchnia wsi (Σ) | 378               | 100%  |

Według danych z 2008 r. wieś zajmowała obszar 3,78 km², co stanowiło 1,5% powierzchni gminy Kłodzko.

### Warunki naturalne
Bierkowice leżą nad Ścinawką i jej lewym dopływem, a jej zabudowania podchodzą płytką doliną na zachodnie zbocze Kopca w Garbie Golińca, który jest najwyższym wzniesieniem na terenie wsi (468 m n.p.m.). otoczenie wsi stanowią użytki rolne, jednak zbocza wzgórz w Garbie Golińca porastają sztuczne świerczyny z domieszką sosny i modrzewia.

### Budowa geologiczna
Okoliczne wzniesienia zbudowane zostały ze zlepieńców i metadiabazów, a te położone na południu z gnejsów. Można w nich spotkać m.in. epidoty i zoisty.

## Demografia
Ludność Bierkowic na przestrzeni stuleci kształtowała się w następujący sposób:
Ze względu na korzystne położenie oraz dogodne połączenia komunikacyjne wieś nie wyludniła się i od wielu lat posiada ustabilizowana sytuację ludnościową z wyraźną tendencją wzrostową.

## Historia
| 1351 | Birkowicz           |
| 1353 | Birkowic            |
| 1360 | Bircuwicz           |
| 1362 | Bircowicz Byrkewicz |
| 1368 | Birckwicz           |
| 1369 | Pirkewitz           |
| 1376 | Birkewicz           |
| 1388 | Birkowitz           |
| 1393 | Birckwitz           |
| 1495 | Birckwicz           |
| 1499 | Birgwicz Bürkwitz   |
| 1555 | Bürgwitz            |
| 1558 | Pirwiz              |
| 1631 | Birgwiz Birckwitz   |
| 1667 | Birkwitz            |
| 1743 | Bürkwitz            |
| 1864 | Birgwitz            |
| 1945 | Bierkowice          |

### Etymologia nazwy wsi
Bierkowice należą do najstarszych wsi na terenie Kotliny Kłodzkiej. Ich powstanie łączy się z osobą Hinka z Dubu, zwanego Birką (Berka), który miał założyć w tym miejscu wieś ok. 1316 r., która otrzymała nazwę od swojego założyciela.

### Początki wsi w średniowieczu
Wieś na pewno istniała w połowie XIV w. i wówczas 5 łanów dzierżawił niejaki Ebihardt von Maltowicz (Maltwitz). Zastawił je w 1353 r. Weiczinowi von Knoblauchsdorf, a w 1360 r. doszło do kolejnej transakcji z braćmi Czeschawami, jednak w rękach Maltwitzów wieś pozostawała dość długo. Przedstawiciele tej rodziny bardzo często przewijali się w dokumentach przy okazji określania wymiaru czynszu. Bierkowice były wsią czysto słowiańską, o czym m.in. świadczą liczne wpisy nazwisk miejscowych wolnych chłopów i ławników w księgach miejskich Kłodzka z XIV-XVI w.
W 1327 r. joannici z Kłodzka nabyli we wsi kilka łanów, a w 1393 r. Niclas Weis von Knoblauchsdorf darował komandorowi i kłodzkiemu konwiktowi 3 łany i 4 pręty gruntów w Bierkowicach. W osadzie od dawna działał młyn wodny, który został poświadczony w dokumentach już w 1416 r. Na początku XV w. wieś została przeniesiona na prawo niemieckie, wyznaczono tu wtedy łany leśne. Od 1443 r. Bierkowice należały do Haugitzów, ale mieszkali tu tylko kolejni dzierżawcy, ponieważ właściciele rezydowali w sąsiednich Piszkowicach. Dzierżawcami byli nadal von Maltwizowie. Istniało tu wolne sędziostwo. W 1483 r. w związku z dzierżawą Bierkowic wymienieni zostali Wenzel Smol i Michel Polog. W 1494 r. sędziostwo posiadał Hannus Stercz, a rok później Wenzel Smol. Sędziostwo obejmowało wówczas 2 łany gruntów. W tym samym roku właścicielem Bierkowic był Hans Haugwitz. Wiadomo też, że w 1499 r. czynsz z gruntów klasztornych wynosił 4 marki.

### Bierkowice w XVI-XVIII w.
W okresie wojen husyckich wieś znacznie ucierpiała co wpłynęło na jej dalszy rozwój w kolejnym stuleciu. Pomimo że należała do najstarszych i większych w okolicy Kłodzka, nigdy nie powstał tu kościół, a parafia znajdowała się zawsze w pobliskich Piszkowicach. W 1631 r. dzierżawcą wsi był Christoff Polacke, a we wsi było 11 gospodarzy, z których aż 8 płaciło podatki kościelne.
W XVIII w. we wsi istniał dwór, który znajdował się w dolnej części wsi nad rzeką, od strony młyna. W 1765 r. właścicielem Bierkowic był radca handlowy Genedl, jeden z większych wówczas posiadaczy ziemskich na ziemi kłodzkiej. Mieszkało w niej wówczas 9 kmieci oraz 17 zagrodników, w tym 3 rzemieślników. Po von Haugwitzach wieś przeszła w posiadanie hr. von Hartiga, ale w 1782 r. jej właścicielem był ponownie hr. Anton von Haugwitz. Wieś liczył 50 domów, w tym 2 folwarki i młyn wodny. Mieszkało w niej nadal 9 kmieci, ale już 38 zagrodników i chałupników, w tym 5 rzemieślników. Wiek XVIII oznaczał dla Bierkowic ich stopniowy rozwój. Była to typowa wieś rolnicza ze słabo reprezentowanym rzemiosłem. Świadczy to także o dobrych warunkach naturalnych jakie tu panowały.

### Bierkowice w XIX w. i w 1 połowie XX w.
W pierwszej ćwierci XIX w. dwór należał do rodziny von Zastrow. W 1840 r. właścicielką wsi była z kolei hr. Charlotta von Zedlitz-Neukirch. Wieś obejmowała 568 morgów. Wieś leżała przy ruchliwym trakcie, znajdowała się tu stacja omnibusowa. W 1879 r. przez Bierkowice przeprowadzoną linię kolejową z Kłodzka do Nowej Rudy i dalej do Wałbrzycha. Wówczas też powstał tutaj przystanek kolejowy.
Na początku XX w. w Bierkowicach działała grupa Kłodzkiego Towarzystwa Górskiego (GGV), ale sama wioska nie posiadała jakiegoś szczególnego znaczenia turystycznego, licząc się tylko jako punkt wyjścia do sąsiednich Piszkowic, w których znajdowała się znana i chętnie odwiedzana rezydencja. W okresie II wojny światowej w Bierkowicach znajdował się obóz dla polskich robotników przymusowych, przywiezionych tutaj w większości z okolic Żywca. Zatrudnieni byli oni głównie w parach polowych.

### Bierkowice po 1945 r.
W 1945 r., Bierkowice wraz z całym obszarem historycznego hrabstwa kłodzkiego znalazły się w granicach Polski, obecną nazwę wsi zatwierdzono administracyjnie 12 listopada 1946. Pozostały wsią rolniczą. Rosła liczna ludności, a mieszkańcy wsi bez problemów mogli uzyskać pracę w rolnictwie, okolicznych kamieniołomach oraz w kopalniach na terenie Nowej Rudy i Słupca. Rozbudowie uległy także tutejsze zakłady, wydobywające z koryta rzeki kruszywo na potrzeby budownictwa.

## Architektura i urbanistyka
Bierkowice zachowały w całości swój dawny układ urbanistyczny, zbliżony do ulicówki, powstały być może na bazie wcześniejszej owalnicy. Do cenniejszych obiektów architektonicznych i budownictwa zaliczyć należy:
- Dwór w Bierkowicach – wznosi się w dolnej części wsi, przy skrzyżowaniu głównej szosy z drogą do Łącznej, posiada okazały portyk, został wybudowany w XVIII/XIX w., obecnie mieści się w nim szkoła podstawowa, a w jego otoczeniu zachowały się resztki parku.
- Gospoda – z XIX w.
- Grupa Ukrzyżowania – z XIX w., o cechach sztuki ludowej.

## Edukacja i kultura
We wsi działa szkoła podstawowa, ulokowana w budynku dawnego dworu, w której kształcą się tutejsze dzieci. W czasie wakacyjnym mieści się tam schronisko młodzieżowe, dysponujące 44 miejscami noclegowymi. Ntępnie w większości kształci się w szkołach średnich w Kłodzku. W Bierkowicach ponadto znajduje się filia Biblioteki Gminy Kłodzko w Ołdrzychowicach Kłodzkich. W czasie funkcjonowania gimnazjów wieś należała do rejonu Gimnazjum Gminnego im. Władysława Reymonta w Kłodzku.
Bierkowice tworzą jeden zespół osadniczy z pobliskimi Piszkowicami i należą do znajdującej się tam parafii katolickiej pw. św. Jana Chrzciciela.
W południowej części wsi znajduje się boisko sportowe, na którym swoje mecze rozgrywa lokalna drużyna piłkarska KS Plon, wchodząca w skład Ludowych Zespołów Sportowych.

## Administracja
Bierkowice po zakończeniu II wojny światowej znalazł się w granicach Polski. Weszły w skład województwa wrocławskiego, powiatu kłodzkiego i gminy Kłodzko. Po likwidacji gmin i powołaniu w ich miejsce gromad, w latach 1954–1971 wieś należała i była siedzibą władz gromady Bierkowice, po jej zniesieniu w gromadzie Kłodzko, od 1973 r. w gminie Kłodzko. W latach 1975–1998 miejscowość administracyjnie należała do województwa wałbrzyskiego.

## Gospodarka

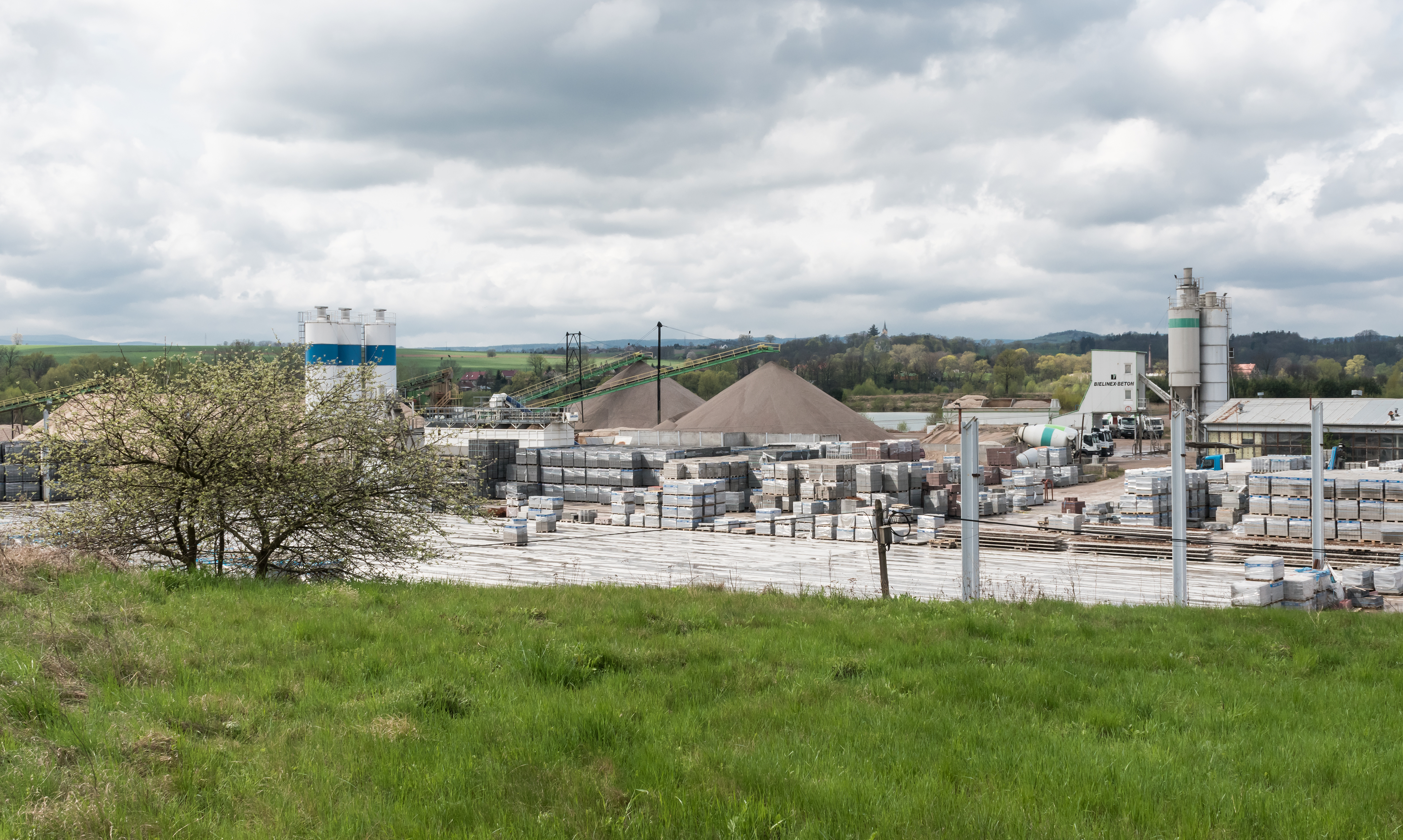
Kopalnia Bielinex-Beton w Bierkowicach

Bierkowice są wsią rolniczą. W 1978 r. znajdowały się tu 63 gospodarstwa indywidualne, w większości drobne. Dziesięć lat później liczba tych gospodarstw uległa zmniejszeniu do 52, jednak wyłącznie z pracy w rolnictwie utrzymywało się ok. 69% ludności czynnej zawodowo. Pozostali mieszkańcy pracowali w przemyśle i usługach w Kłodzku i Nowej Rudzie. W miejscowości działało Państwowe Gospodarstwo Rolne Bierkowice.
We wsi działa kopalnia żwiru oraz wytwórnia betonu należące do szczecińskich Kopalni Surowców Mineralnych.

## Infrastruktura

### Transport

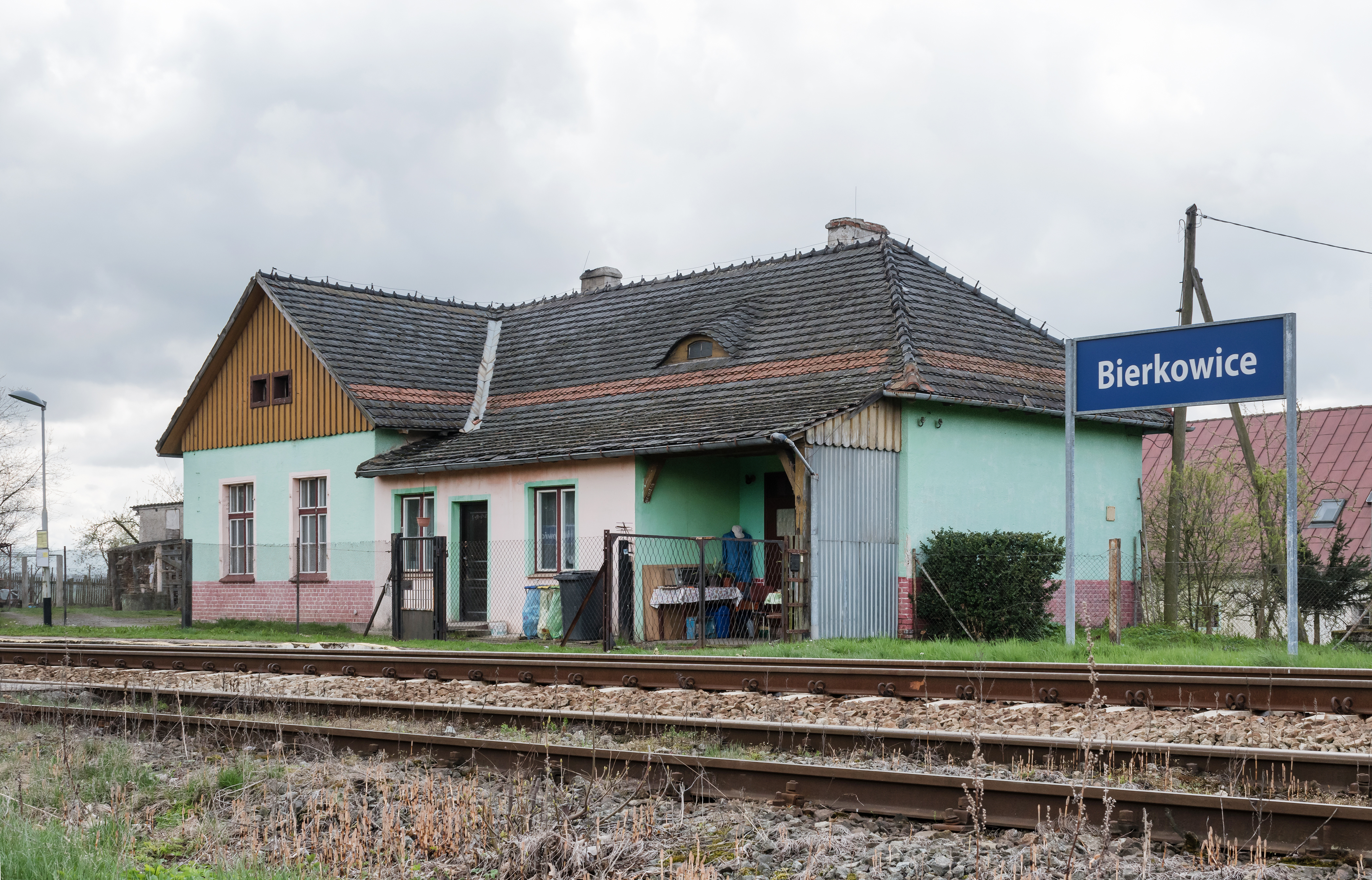
Przystanek kolejowy w Bierkowicach

Przez dolną część wsi przechodzi bardzo ruchliwa droga wojewódzka nr 381 z Wałbrzycha przez Nową Rudę do Kłodzka. We wsi znajduje się przystanek autobusowy. Komunikację autobusową na obszarze Bierkowic obsługuje PKS Kłodzko.
Przez wieś przechodzi linia kolejowa nr 286 z Kłodzka Głównego do Wałbrzycha Głównego. Trasa ta powstała w latach 1879–1880. W południowej części osady znajduje się przystanek kolejowy – Bierkowice. Ruch pasażerski wstrzymano w 2004 r., przywracając go po 5 latach po przejęciu obsługi linii przez Koleje Dolnośląskie.

### Bezpieczeństwo
W zakresie ochrony przeciwpożarowej oraz innych miejscowych zagrożeń – Bierkowice podlegają pod rejon działania Powiatowej Straży Pożarnej oraz Komendzie Powiatowej Policji w Kłodzku. We wsi znajduje się ośrodek zdrowia.